# Mille et une passions ou la Nuit terrible
Mille et une passions ou la nuit terrible (en russe Tysiatch odna strast ili strachnaïa notch) est une nouvelle d’Anton Tchekhov, parue en 1880.

## Historique
Mille et une passions ou la nuit terrible est publiée dans la revue russe La Libellule no 30 du 27 juillet 1880 sous le pseudonyme Antocha Tch. Le sous-titre est Roman en une partie et un épilogue. 
La nouvelle, dédiée à Victor Hugo, appartient au genre fantastique.

## Résumé
Par une nuit effrayante, Antonio une sorte de démon, emmène Théodore de nuit au bord d’un précipice : ils sont tous les deux amoureux d’Anne. Antonio pousse Théodore dans le précipice, puis le cocher qui les a amené. 
Antonio court ensuite chez Anne en tuant tout le monde sur son passage. Anne, passé le premier moment d’effroi, se jette dans ses bras : « Elle voyait devant elle le démon dans son enveloppe terrestre. Je compris qu’elle m’admirait ». Ils se marient, partent en dans les forets d’Amérique et ont deux enfants.
La conclusion est que « Rien de tout cela n’est jamais arrivé ».

## Édition française
- Mille et une passions ou la nuit terrible, traduit par Madeleine Durand avec la collaboration d’E. Lotar, Vladimir Pozner et André Radiguet, dans le volume Premières nouvelles, Paris, 10/18, coll. « Domaine étranger » no 3719, 2004  (ISBN 2-264-03973-6)